# Relations entre la Corée du Nord et la Pologne
Les relations entre la Pologne et la Corée du Nord sont les relations bilatérales unissant ces deux pays.
La Pologne est l'un des rares pays à entretenir des relations diplomatiques et commerciales limitées (pêche) avec la république populaire démocratique de Corée.
La Corée du Nord dispose d'une ambassade à Varsovie, et la Pologne à Pyongyang. En 2020, l'ambassadeur de Corée du Nord en Pologne était Il Choé.
Selon un sondage réalisé en 2013 par la BBC World Service, seuls 5 % des Polonais considèrent l'influence de la Corée du Nord de manière positive, tandis que 68 % expriment une opinion négative.

## Aperçu

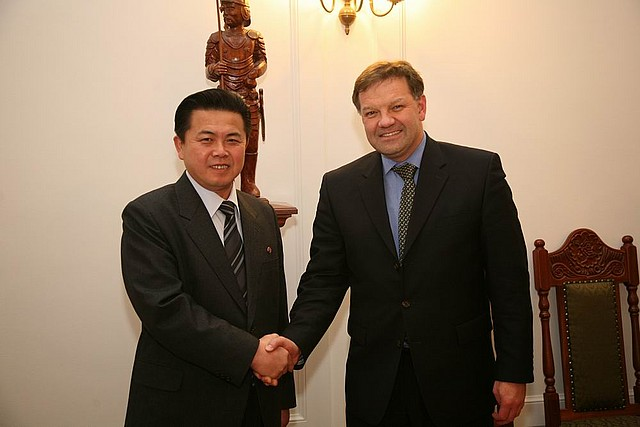
L'ambassadeur de Corée du Nord en Pologne Kim Pyong-il et le sous-secrétaire d'État à la Chancellerie du Président de la Pologne Mariusz Handzlik à Varsovie en 2010.

La Pologne a reconnu la RPDC le 16 octobre 1948 comme le seul gouvernement légitime de toute la Corée, alors que les deux pays étaient sous le contrôle de régimes communistes soviétiques. En 1989, au moment où elle abandonne le communisme, la Pologne perd son statut d’« ami » et sa position privilégiée dans les contacts avec la RPDC. Malgré le passage du communisme au capitalisme et l'établissement de relations avec la Corée du Sud, les relations entre la Pologne et la RPDC se maintiennent à un niveau acceptable.
Depuis juin 1956, la Pologne fait partie de la Commission de supervision des nations neutres en Corée (NNSC) nommée par la RPDC et les volontaires chinois pour effectuer des inspections et des enquêtes dans le cadre de l'accord d'armistice. Après que la Pologne et la Tchécoslovaquie ont cessé d'être communistes, l'Armée populaire coréenne a pris le contrôle des camps et expulsé les Polonais et les Tchèques en 1993 ; cependant, la Pologne continue d'envoyer des représentants aux réunions de la commission deux fois par an, ce que le NNSC considère comme légitimant sa position avec 75 % des délégations originales intactes.
Pendant la guerre de Corée, à la demande de la Corée du Nord, la Pologne a accueilli et offert une éducation à 1 400 enfants et jeunes nord-coréens, principalement des orphelins. Ils étaient hébergés à Gołotczyzna, Świder, Płakowice, Szklarska Poręba et Bardo. 350 enfants sont retournés en Corée du Nord entre 1956 et 1958, et le reste est revenu en 1959 sur décision de Kim Il Sung. La Pologne fournit également à la Corée du Nord de petites subventions en matériel agricole et en médicaments.

## Relations commerciales
Les contacts économiques bilatéraux entre la Pologne et la Corée du Nord sont limités, notamment en raison des sanctions imposées à la Corée du Nord par le Conseil de sécurité de l'ONU, et le volume des échanges commerciaux est minime. En 2017, les chiffres étaient :
- Importations polonaises : 1,7 million d'euros. Les deux tiers de cette valeur concernaient des plastiques et des équipements électriques. Principaux éléments :
  - Polyéthylène : 540 K€,
  - Fil : 200 000 €,
  - Machines d'impression : 100 000 €, et
  - Batteries : 69 000 €.
- Exportations polonaises : 0,217 million d'euros. Parmi ces biens, 87,5 % étaient des biens liés à la réinstallation de diplomates polonais, tandis que presque tout le reste était constitué d'équipements nécessaires à la rénovation de l'ambassade de Pologne à Pyongyang.

La seule entreprise à capitaux polonais qui opérait en Corée du Nord était Chopol, une joint-venture aujourd'hui disparue entre la Pologne et la Corée du Nord qui s'occupait du transport maritime de marchandises. L'entreprise a été créée en 1987 à l'époque socialiste. Elle a été liquidée en juillet 2018 par le ministère polonais des Affaires étrangères après une longue période d'inactivité.

## Relations diplomatiques

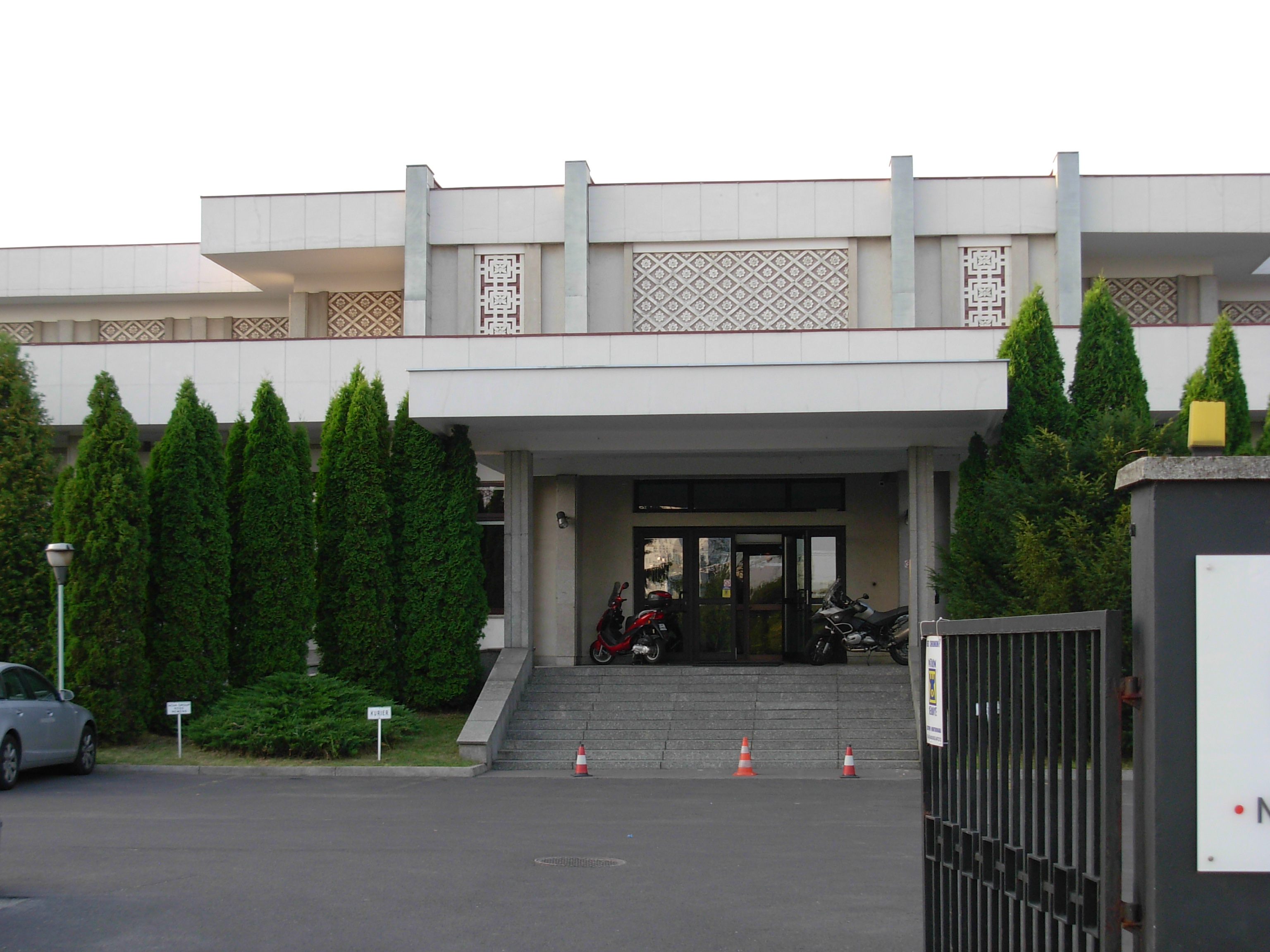
Ambassade de Corée du Nord à Varsovie

La Pologne maintient son ambassade à Pyongyang et la RPDC maintient son ambassade à Varsovie. En 2024, la république de Pologne et la RPDC avaient signé 8 traités bilatéraux, 6 du temps de la république populaire de Pologne et 2 du temps de la république de Pologne.

## Visites officielles entre les pays
Visites polonaises en Corée du Nord :
- 1986 - Président Wojciech Jaruzelski[8]
- 2001 - Vice-ministre des Affaires étrangères de Pologne (consultations politiques)
- 2004 - Vice-ministre des Affaires étrangères de Pologne (consultations politiques)
- 2007 - Vice-ministre des Affaires étrangères de Pologne (consultations politiques)

Visites nord-coréennes en Pologne :
- 1956 - Premier ministre Kim Il-sung
- 1984 - Président Kim Il Sung
- 2008 - Vice-ministre des Affaires étrangères de la RPDC (consultations politiques)

## Lectures complémentaires
- Levi, « Rationalist Theory of International Relations: The Case of Relations between North Korea and Poland after 1989 », Athenaeum: Polish Political Science Studies, vol. 48, no 4,‎ 2015, p. 207–225 (ISSN 1505-2192, DOI 10.15804/athena.2015.48.14)